# 삼학사
삼학사(三學士)는 1636년 병자호란 때 조선이 중국 청나라에 항복하는 것을 반대하고 그와 동시에 척화론(斥和論)을 주장했다가 결국 청나라에 잡혀가 사살되면서 참혹한 죽음을 당했던 척화파의 강경론자 세 사람(홍익한, 윤집, 오달제)인데, 이들을 일컬어 척화삼학사(斥和三學士)라고도 한다. 전직 평안도 평양 서윤(庶尹)이었던 홍익한(洪翼漢), 전직 홍문관 교리 윤집(尹集), 전직 사헌부 부교리 오달제(吳達濟)가 바로 이들이다.
이들 셋은 병자호란 때 청나라를 오랑캐라 하여 처음에서부터 끝까지 주전론(主戰論)을 주장하였다. 그러나 결국 인조가 삼전도(三田渡)에서 숭덕제(청 태종)에게 중과부적이자 불가항적으로 항복한 후 척화신(斥和臣)으로 찍혀서 청나라에 끌려갔으며 급기야는 심양(瀋陽)에 잡혀가 피살되었다. 그들의 사상은 전통적인 비판적 성향의 주자학의 입장에 서 있는 것으로 충군애국(忠君愛國)의 사상, 그리고 명나라에 대한 비판적인 모화(慕華)의 사상이 밑받침되어 있었다.
나중에 1639년 청 태종으로 즉위한지도 13주년이자 청나라의 중건 3주년을 기념하여 아이신기오로 홍타이지는 조선의 세 학사의 높은 절개를 기리기 위해 선양에 사당과 비석을 건립할 것을 명령했으며 특히 비석에는 "삼한산두"(三韓山斗)라는 휘호를 내렸다고 한다. 1932년 "삼한산두"(三韓山斗)라고 새겨진 비액이 발견되면서 선양의 춘르 공원(春日公園)에 삼학사 유적비가 복원됐다.
남한산성에는 삼학사를 모신 사당인 현절사(顯節祠)가 설치되어 있다. 매년 음력 9월 10일에는 삼학사를 기리는 제례를 연다. 송시열은 1671년에 지은 저서 《삼학사전》(三學士傳)을 통해 삼학사의 업적을 사실상 찬양했다.

## 같이 보기
- 병자호란